# Парижская любовь
«Парижская любовь» (англ. Parisian Love) — немой чёрно-белый фильм 1925 года.

## Сюжет
Мари и Арман, бывшие танцоры парижского кабаре, в паре со своим приятелем-вором нападают ночью на богатого учёного Пьера Марселя. Пока они обирают его карманы, между Арманом и его сообщником происходит ссора — помешав вору убить учёного, Арман в драке убивает приятеля, но прежде тот успевает ранить его. Из благодарности Марсель забирает истекающего кровью Армана к себе в дом. Мари удаётся скрыться до прихода полиции.
Далее Марсель выхаживает Армана. Мари под видом горничной проникает в дом учёного, прячется в комнате Армана и видит, как он целует некую Джин, знакомую его благодетеля. Мари ревнует и замышляет план мести. Когда Арман уезжает по делам в Лондон, она прикидывается скромной воспитанницей монастыря, очаровывает Марселя и выходит за него замуж.
Когда Арман возвращается, она не может противостоять своим чувствам и уходит к нему. Марсель вновь проявляет благородство и разводится с Мари, чтобы не мешать счастью влюблённых.

## В ролях
| Актёр        | Роль         |
| ------------ | ------------ |
| Клара Боу    | Мари         |
| Дональд Кит  | Арман        |
| Лу Телледжен | Пьер Марсель |